# (4303) Savitskij
(4303) Savitskij (1973 SZ3) – planetoida z pasa głównego asteroid okrążająca Słońce w ciągu 3,2 lat w średniej odległości 2,17 j.a. Odkryta 25 września 1973 roku.